# Prescott Bush
Prescott Bush Sheldon (15 tháng 5 năm 1895 - 08 tháng 10 năm 1972) là một nhân viên ngân hàng và chính trị gia Mỹ. Ông là một người điều hành ngân hàng và là một Thượng nghị sĩ Hoa Kỳ, đại diện cho Connecticut từ năm 1952 cho đến tháng 1 năm 1963. Ông là thành viên của một gia đình danh giá và quyền thế nhất nước Mỹ, Gia tộc Bush. Ông là cha của George H. W. Bush (tổng thống thứ 41 của Hoa Kỳ) và ông nội của George W. Bush (Tổng thống thứ 43 của Hoa Kỳ) và Jeb Bush (Thống đốc thứ 43 của Florida).

## Nghĩa vụ quân sự
Sau khi tốt nghiệp, ông Bush từng là một đội trưởng pháo binh lĩnh vực với các lực lượng viễn chinh Mỹ (1917-1919) trong Chiến tranh thế giới thứ nhất. Ông được đào tạo tình báo tại Verdun, Pháp, và được chỉ định một thời gian ngắn làm một nhân viên sĩ quan của Pháp. Xen kẽ giữa trí thông minh và pháo binh, ông đã bị chỉ định làm chỉ huy lực lượng quân đội trong vụ tấn công Meuse-Argonne.